# Hilda Kühl
Hilda Kühl (* 1. August 1921 in Bad Segeberg; † 13. März 2014 ebenda) war eine deutsche Autorin, die überwiegend in niederdeutscher Sprache veröffentlichte.

## Leben und Wirken
Die im heutigen Bad Segeberger Stadtteil Klein Niendorf geborene und aufgewachsene Tochter eines Handwerkers machte 1936, nach der Schulzeit, eine Lehre als Einzelhandelskaufmann. Ab 1939 arbeitete sie zunächst als kaufmännische Angestellte und von 1942 bis 1945 als Buchhalterin in Bad Segeberg, danach war sie Hausfrau und begann mit dem Schreiben.
Ab 1967 veröffentlichte Hilda Kühl in Zeitungen und Zeitschriften zunächst hochdeutsche Beiträge, von denen der Rundfunk eine Reihe fröhlicher Satiren ausstrahlte. Dann kam Platt, die Sprache ihrer Kindheit, zu Wort und es entstanden 30 niederdeutsche Hörspiele und etliche Geschichten die im NDR und bei Radio Bremen gesendet wurden.
Des Weiteren veröffentlichte Kühl fünf Bücher und 17 Sketche, schrieb zwei Theaterstücke sowie zahlreiche Übersetzungen und beteiligte sich an zehn Anthologien.
Hilda Kühl war seit 1941 mit Werner Kühl (1918–1999) verheiratet.

## Ehrungen
- 1986: Freudenthal-Preis
- 1991: Heinrich-Rantzau-Medaille von Bad Segeberg[3]
- 2022: Straßenbenennung Hilda-Kühl-Weg in Bad Segeberg[4]

## Werke
- De Trepp, Verlag der Fehrs-Gilde, Hamburg-Wellingsbüttel 1974
- De swarte Katt. Lumpago un Gasteritis. Dat Wunnerwark, Theaterverlag Karl Mahnke, Verden 1978
- De kiddelige Droom. Autosex un Italiener. De Sekretär, Theaterverlag Karl Mahnke, Verden 1979
- Tweeundörtig rode Rosen / Hilda Kühl vertellt. Eigenverlag H.Kühl, Bad Segeberg 1979
- Suer Melk un söten Honnig, Husum-Druck- und Verlags-Gesellschaft, Husum 1979
- Brill vergeten. De Ünnerscheed. De Schützenkönig. Hand in Hand, Theaterverlag Karl Mahnke, Verden 1980
- De Wiehnachtsgoos. Mudder speelt Niklas, Theaterverlag Karl Mahnke, Verden 1980
- Spaanschen Wind un Kuckuckseier, Husum-Druck- und Verlags-Gesellschaft, Husum 1981
- Hochtiedsreis. Dat Wunnermiddel. Bürgerinitiativen. De Maskeraad, Theaterverlag Karl Mahnke, Verden 1982
- `n bunten Wiehnachtsteller: Hoch- u. plattdt. Betrachtungen, Husum-Druck- und Verlags-Gesellschaft, Husum 1983
- Ok Sneewittchen leevt, Husum-Druck- und Verlags-Gesellschaft, Husum 1985
- Wat de Göörn so seggt ...: Kinnermund, Verlag Michael Jung, Kiel 1989
- De niege Hoot: Plattdeutsches Kurzspiel, Theaterverlag Karl Mahnke, Verden 1991
- Dat Panorama: Plattdeutsches Kurzspiel, Theaterverlag Karl Mahnke, Verden 1992
- Lütte Klooksnackers: Spassig Vertelln, Verlag Michael Jung, Kiel 1993
- Kinnersegen: Plattdeutsches Kurzspiel, Theaterverlag Karl Mahnke, Verden 1997
- Dat Wunnerwark: Plattdeutsches Kurzspiel, Theaterverlag Karl Mahnke, Verden 1997
- Lumpago un Gasteritis: plattdeutsches Kurzspiel, Theaterverlag Karl Mahnke, Verden 1997
- Oh, wat för Schietbüdels!: Fidelen Kinnerkraam, Verlag Michael Jung, Kiel 1998

## Hörspiele
- 1971: De Trepp. Niederdeutsches Hörspiel – Regie: Hans Tügel (Original-Hörspiel – NDR)
- 1972: Dat Ries. Niederdeutsches Hörspiel – Regie: Karl-Heinz Kreienbaum (Original-Hörspiel – NDR)
- 1973: De Kinner sünd groot. Heiteres niederdeutsches Hörspiel – Regie: Heinz Lanker (Original-Hörspiel – NDR)
- 1974: Een Keerl warrn. Niederdeutsches Hörspiel – Regie: Curt Timm (Original-Hörspiel – RB)
- 1976: In’n wegen ... Niederdeutsches Hörspiel – Regie: Heinz Lanker (Original-Hörspiel – NDR)
- 1976: Bild mit Rahmen. Niederdeutsches Hörspiel – Regie: Bernd Wiegmann (Original-Hörspiel – RB/NDR)
- 1977: Plattdeutsch am Freitagabend: Mank Möhlsteen – Regie: Curt Timm (Original-Hörspiel – NDR)
- 1978: Familienrat. Niederdeutsches Hörspiel – Regie: Bernd Wiegmann (Original-Hörspiel – RB/NDR)
- 1978: Keen Utweg ... Niederdeutsches Hörspiel – Regie: Karl Otto Ragotzky (Original-Hörspiel – NDR)
- 1979: Platz maken. Plattdeutscher Monolog – Regie: Jochen Schütt (Original-Hörspiel – RB)
- 1979: Drievjagd. Niederdeutsches Hörspiel – Regie: Jochen Schütt (Original-Hörspiel – RB/NDR)
- 1980: Hogen Besöök. Niederdeutsches Hörspiel – Regie: Uwe Friedrichsen (Original-Hörspiel – RB/NDR)
- 1980: Gewidderflaag. Niederdeutsches Hörspiel – Regie: Walter A. Kreye (Original-Hörspiel – NDR)
- 1980: Dat Kuckucksei. Plattdeutscher Funkmonolog – Regie: Hans Helge Ott (Original-Hörspiel – RB)
- 1981: Lakritzen. Niederdeutsches Hörspiel – Regie: Wolfgang Schenck (Original-Hörspiel – RB/NDR)
- 1982: Sneewittchen leevt. Plattdeutsches Hörspiel – Regie: Hans-Jürgen Ott (Original-Hörspiel – RB/NDR)
- 1983: Plassmaken – Daobliewen. Sprache des Hörspiels: westfälisch – Regie: Wolfram Rosemann (WDR)
- 1983: Dao slaött wat in de Buorst. Sprache des Hörspiels: Münsterländer plateinischt – Regie: Wolfram Rosemann (WDR)
- 1984: Een, twee, dree – se lüggt. Plattdeutsches Märchen frei nach den Gebrüdern Grimm – Regie: Wolfgang Rostock (Hörspielbearbeitung – RB/NDR)
- 1985: As 'n hinken Hund. Niederdeutsches Hörspiel – Regie: Walter A. Kreye (Original-Hörspiel – RB/NDR)
- 1987: Kuckuck in't Nöst. – Dat Kuckucksei – Bankrott met Kanapess – Regie: Wolfram Rosemann (WDR)